# Geita
Geita es una ciudad de Tanzania, capital de la región homónima en el noroeste del país. Dentro de la región, forma una subdivisión equiparada a un valiato.
En 2012, el territorio de la ciudad tenía una población total de 807 619 habitantes, formando el valiato más poblado del país. La población de la ciudad en sí es difícil de calcular porque en los primeros años del siglo XXI ha experimentado un notable crecimiento como consecuencia de la minería del oro, no teniendo aún límites urbanos claros. Oficialmente en 2002 tenía una población censada de 39 562 habitantes, pasando a 99 795 en 2012.
La localidad se ubica sobre la carretera B163, a medio camino entre Mwanza y Biharamulo. El territorio de la ciudad se extiende por un área de 4707 km² en la orilla suroccidental del lago Victoria e incluye la totalidad del parque nacional de la Isla Rubondo.

## Historia

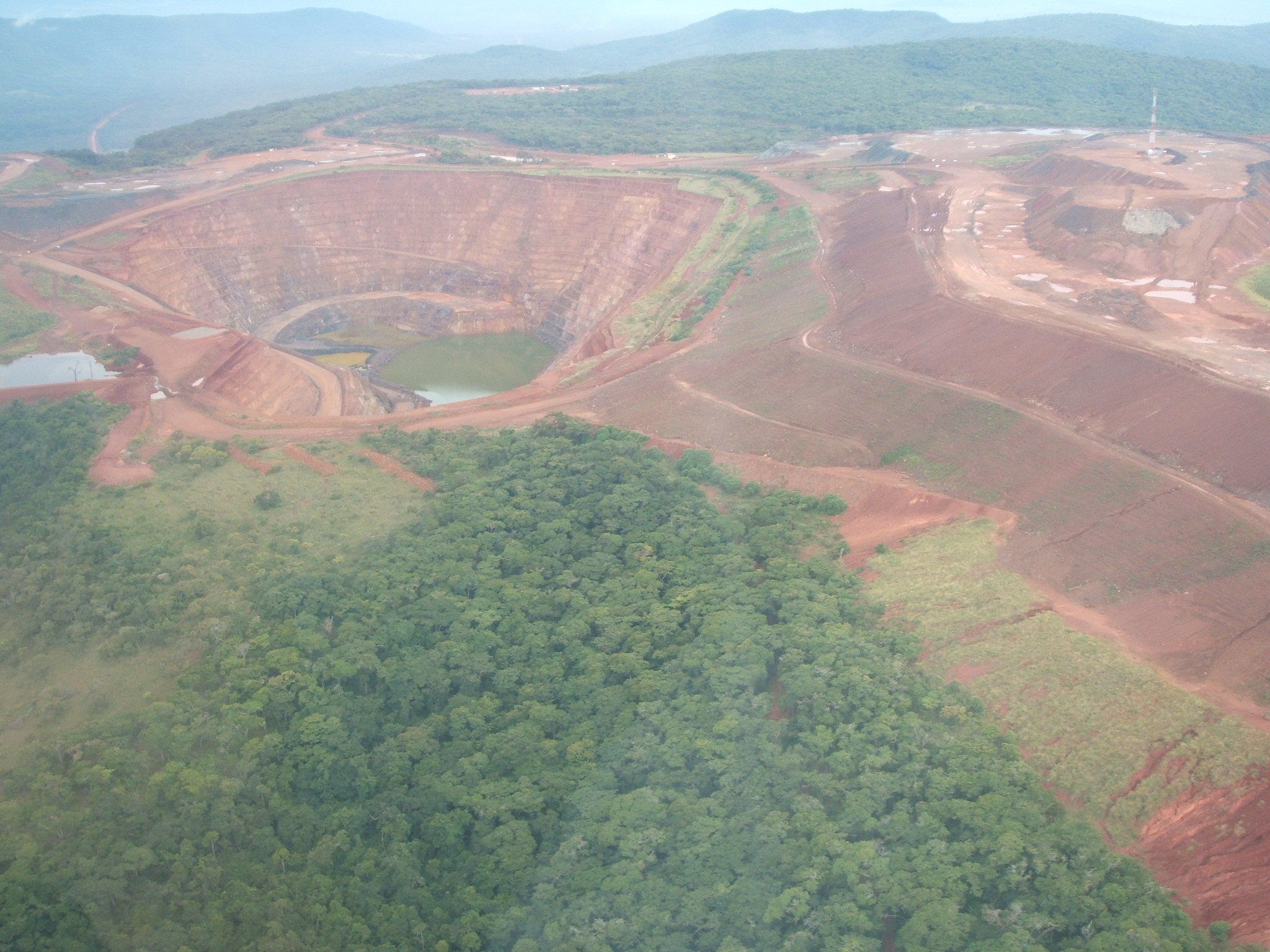
Mina de oro en Geita.

Comenzó a desarrollarse como localidad importante a principios del siglo XX, cuando los colonos del África Oriental Alemana comenzaron a explotar una mina de oro. Tras la ocupación británica, la mina redujo considerablemente su producción, hasta que a finales del siglo XX las autoridades tanzanas permitieron la exploración minera extranjera. Como consecuencia de esto, en el año 2000 comenzó a funcionar la mina de oro de Geita, la mayor mina de oro del país, propiedad de AngloGold Ashanti. En los primeros años del siglo XXI, la zona ha experimentado una fuerte fiebre del oro, que ha llevado a vivir aquí a numerosos prospectores procedentes de diversos lugares del país en un estado de economía de subsistencia, trabajando en explotaciones no reguladas paralelas a la mina principal donde se están generando peligros para los trabajadores y para el medio ambiente.

## Subdivisiones
El territorio de la ciudad se divide en las siguientes 35 katas:
- Bugalama
- Bugulula
- Bujula
- Bukoli
- Bukondo
- Bulela
- Bung'wangoko
- Busanda
- Butobela
- Chigunga
- Ihanamilo
- Isulwabutundwe
- Kagu
- Kakubilo
- Kalangalala
- Kamena
- Kamhanga
- Kasamwa
- Kaseme
- Katoma
- Katoro
- Lubanga
- Lwamgasa
- Lwezera
- Mtakuja
- Nkome
- Nyachiluluma
- Nyakagomba
- Nyakamwaga
- Nyamalimbe
- Nyamigota
- Nyanguku
- Nyarugusu
- Nzera
- Senga